# 19. podmorniška flotilja (Wehrmacht)
Za druge 19. flotilje glejte 19. flotilja.
19. podmorniška flotilja je bila šolska podmorniška flotilja v sestavi Kriegsmarine med drugo svetovno vojno.

## Baze
- oktober 1943 - februar 1945: Pillau
- februar - maj 1945: Kiel

## Podmornice
Razredi podmornic
- IIC

Seznam podmornic
- U-56, U-57, U-58, U-59

## Poveljstvo
Poveljnik
- Kapitan korvete Jost Metzler (oktober 1943 - maj 1945)